# Friedrich Ewald Ernst von Massow
Friedrich Ewald Ernst von Massow (* 23. Juli 1750 in Pommern; † 10. Januar 1791 in Marienwerder) war ein deutscher Beamter.

## Leben
Friedrich Ewald Ernst von Massow war der Sohn von Valentin von Massow und dessen zweiter Ehefrau Freiin Johanna Friderike von Krause (1726–1813), Tochter des Johann Rudolf von Krause, Landeshauptmann und Konsistorialpräsident, Oberhofmeister des Herzogs von Württemberg-Oels, und der Christiane Charlotte von Stein-Altenstein (1683–1756). Seine leiblichen Geschwister waren:
- Luise Charlotte Frederike (* 11. Juli 1746; † 29. März 1808) ⚭ Friedrich Adolf Riedesel, Braunschweiger Generalmajor;
- Valentin (1752–1817) ⚭ Charlotte von Blumenthal (1766–1835), Tochter von Minister Joachim Christian von Blumenthal;
- Elisabeth Henriette († 1801) ⚭ Georg Johann von Schack (1753–1794), Major, Königlich-Preußischer Gouverneur des Erbprinzen.

Am 20. Oktober 1767 schrieb er sich an der Universität Halle als Student der Rechtswissenschaften ein. Im November 1770 wurde er zum Referendar und im März 1772, als Nachfolger für den verstorbenen Rat von Graevenitz, zum Kriegs- und Domänenrat in Breslau befördert.
1775 erbte er von seinem Vater die im Rummelsburgschen Kreis in Hinterpommern gelegenen Güter Schwessin, Scharnitz und Waldow.
Am 15. Oktober 1786 erhielt er das Prädikat Geheimer Kriegsrat und avancierte später zum Kammerdirektor. Im März 1790 erhielt er den Charakter eines Finanzrates. Mit der Kabinettsorder vom 6. Juli 1790 wurde er zum Kammerpräsidenten der Kriegs- und Domänenkammer in Marienwerder befördert und trat damit die Nachfolge des entlassenen Ludwig Friedrich von Domhardt an.
Friedrich Ewald Ernst von Massow heiratete um 1778 Freiin Wilhelmine Albertine (* 1761; † unbekannt), Tochter von Friedrich Wilhelm von Seydlitz, die Ehe wurde später geschieden.
Weil er keine Nachkommen hinterließ, fielen seine Güter Schwessin, Waldow und Puppendorf an seinen Bruder Valentin.

## Mitgliedschaften
1776 trat er den Freimaurern bei.